# Про Витю, про Машу и морскую пехоту
«Про Витю, про Машу и морскую пехоту» — советский художественный фильм для детей 1973 года. Дипломная работа режиссёра Михаила Пташука. Фильм стал пятой и заключительной ролью актёра Алексея Катышева.

## Сюжет
Шестилетний Витя живёт в военном городке. Его отец — офицер, а мать — военный врач. Перед тем, как отправлять сына в школу, родители решили, что ему надо провести лето в пионерском лагере, чтобы научиться жить в коллективе сверстников и привыкнуть к новым, школьным порядкам. Но оказалось, что малыш очень уж сильно привык к жизни на базе, к правилам мужской солдатской дружбы, и, хотя в лагере его сразу же приняли за малявку, он оказался самым серьёзным человеком в своём отряде и смог научить ребят дисциплине, стойкости и отзывчивости.

## В ролях
- Серёжа Светлицкий — Витя Крякин (озвучивала Мария Виноградова)
- Оксана Бобрович — Маша Петрова
- Иван Миколайчук — Вакула, десантник
- Александр Абдулов — десантник Козлов
- Тынчылык Раззаков — Садык, десантник (в титрах Радж Раззаков)
- Георгий Пипия — Гия, десантник
- Галина Сулима — Елизавета Васильевна, пионервожатая (в титрах Галина Щебиволк)
- Станислав Франио — Стас Боков
- Женя Близнюк — Мирон (Нерон)
- Эдик Орлов — Жора
- Дмитрий Никологорский — пионер
- Елена Костерева — Лена
- Ира Калиничева — пионерка
- Николай Боярский — директор пионерлагеря
- Тамара Абросимова — пионервожатая
- Галина Стеценко — мама Вити
- А. Гейдер — эпизод
- Татьяна Шелига — мама Маши
- А. Казаков — эпизод
- Алексей Катышев — десантник
- Евгений Смирнов — десантник
- Женя Садовский — пионер
- Наталья Борисевич — эпизод (в титрах не указана)
- Леонид Реутов — папа Вити (в титрах не указан)
- Валентина Олейник (в титрах не указана)
- Юрий Параскевич (в титрах не указан)
- Михаил Фёдоров (в титрах не указан)
- Юрий Ангелов - пионер

## Съёмочная группа
- Сценарист: Анатолий Усов
- Режиссёр: Михаил Пташук
- Оператор: Юрий Клименко
- Художник: Юрий Горобец
- Композитор: Владислав Казенин
- Тексты песен: Иван Рядченко, Михаил Садовский
- Дирижёр: Давид Штильман
- Художественный руководитель: Георгий Данелия